# Павлюківка (Коростенський район)
Павлю́ківка — село в Україні, в Коростенському районі Житомирської області. Входить до складу Овруцької міської громади. Населення становить 207 осіб.

## Населення
За даними перепису 2001 року населення села становило 207 осіб, з них 99,52 % зазначили рідною українську мову, а 0,48 % — молдовську.